# Erasmuspriset
Erasmuspriset är ett årligt pris som delas ut av Praemium Erasmianum Foundation, en nederländsk ideell organisation, till individer eller institutioner som gjort betydelsefulla bidrag till den europeiska kulturen och samhället. Priset är uppkallat efter Erasmus av Rotterdam. Praemium Erasmianum Foundation grundades 23 juni 1958 av Prins Bernhard. Prissumman är 150 000 euro.

## Pristagare
- 1958 - Österrikes folk
- 1959 - Robert Schuman och Karl Jaspers
- 1960 - Marc Chagall och Oskar Kokoschka
- 1962 - Romano Guardini
- 1963 - Martin Buber
- 1964 - Union Academique Internationale
- 1965 - Charlie Chaplin och Ingmar Bergman
- 1966 - Herbert Read och René Huyghe
- 1967 - Jan Tinbergen
- 1968 - Henry Moore
- 1969 - Gabriel Marcel och Carl Friedrich von Weizsäcker
- 1970 - Hans Scharoun
- 1971 - Olivier Messiaen
- 1972 - Jean Piaget
- 1973 - Claude Lévi-Strauss
- 1974 - Ninette de Valois och Maurice Béjart
- 1975 - Ernst Gombrich och Willem Sandberg
- 1976 - Amnesty International och René David
- 1977 - Werner Kaegi och Jean Monnet
- 1978 - Dockteaterkonsten, representerad av La Marionettistica (Neapelbröderna), Ţăndărică (Margareta Niculescu), Théatre du Papier (Yves Joly), Bread and Puppet (Peter Schumann)
- 1979 - Die Zeit och Neue Zürcher Zeitung
- 1980 - Nikolaus Harnoncourt och Gustav Leonhardt
- 1981 - Jean Prouvé
- 1982 - Edward Schillebeeckx
- 1983 - Raymond Aron, Isaiah Berlin, Leszek Kolakowski och Marguerite Yourcenar
- 1984 - Massimo Pallottino
- 1985 - Paul Delouvrier
- 1986 - Václav Havel
- 1987 - Alexander King
- 1988 - Jacques Ledoux
- 1989 - Internationella Juristkommissionen
- 1990 - Sir Grahame Clark
- 1991 - Bernard Haitink
- 1992 - Archivo General de Indias
- 1992 - Simon Wiesenthal
- 1993 - Peter Stein
- 1994 - Sigmar Polke
- 1995 - Renzo Piano
- 1996 - William McNeill
- 1997 - Jacques Delors
- 1998 - Mauricio Kagel
- 1998 - Peter Sellars
- 1999 - Mary Robinson
- 2000 - Hans van Manen
- 2001 - Adam Michnik
- 2001 - Claudio Magris
- 2002 - Bernd och Hilla Becher
- 2003 - Alan Davidson
- 2004 - Abdolkarim Soroush, Sadik Al-Azm och Fatema Mernissi
- 2005 - Simon Schaffer och Steven Shapin
- 2006 - Pierre Bernard
- 2007 - Peter Forgacs
- 2008 - Ian Buruma
- 2009 - Antonio Cassese och Benjamin Ferencz
- 2010 - José Antonio Abreu
- 2011 - Joan Busquets
- 2012 - Daniel Dennett
- 2013 - Jürgen Habermas
- 2014 - Frie Leysen
- 2015 - Wikipedia (mottagare: Wikipediagemenskapen)[1]
- 2016 - A. S. Byatt

- 2017 - Michèle Lamont[2]
- 2018 - Barbara Ehrenreich[3]
- 2019 - John Adams[4]
- 2021 - Grayson Perry[5]
- 2022 - David Grossman
- 2023 - Trevor Noah
- 2024 - Amitav Ghosh

## Källhänvisningar
1. 1 2  "Erasmus Prize 2015 for Wikipedia". Arkiverad 5 mars 2016 hämtat från the Wayback Machine. Erasmusprijs.org. Läst 29 januari 2015. (engelska)
2. ↑  ”Michèle Lamont” (på engelska). Praemium Erasmianum Foundation. https://erasmusprijs.org/en/laureates/michele-lamont/.
3. ↑  ”Barbara Ehrenreich” (på engelska). Praemium Erasmianum Foundation. https://erasmusprijs.org/en/laureates/barbara-ehrenreich/.
4. ↑  ”John Adams” (på engelska). Praemium Erasmianum Foundation. https://erasmusprijs.org/en/laureates/john-adams/.
5. ↑  ”Grayson Perry” (på engelska). Praemium Erasmianum Foundation. https://erasmusprijs.org/en/laureates/grayson-perry/.